# Atamon
Atamon er et produkt til konservering af føde- og drikkevarer. Det aktive stof i produktet, natriumbenzoat (E-211), hæmmer væksten af skimmel- og gærsvampe og nogle bakterier, men virker bedst i sure omgivelser (f.eks. marmelade eller saft). Natriumbenzoat fremstilles syntetisk, men findes naturligt i f.eks trane- og tyttebær.
Navnet blev i 1938 registreret som varemærke af Tørsleffs Husmoder Service og ejes i dag af Haugen-Gruppen.
Atamon anvendes i f.eks. syltetøj. Når syltetøjet er færdigkogt, tilføjes en passende mængde Atamon, hvilket sørger for at syltetøjet holder længere. Man kan også skylle syltetøjsglas og lignende i Atamon inden syltetøjet hældes i.
Under 2. verdenskrig med dens varemangel, blev Atamon meget nyttig. Med konserveringsstoffet kunne marmelade også holde sig med mindre end 50 % sukker. Det annonceredes med slagord som "Atamon i Glas og Krukker / sparer baade Gas og Sukker".
I marmeladen, juicen eller hvad der konserveres med Atamon, dissocierer Atamon til benzoat og natrium ioner. I det lave pH i det konserverede materiale protoneres benzoat ionerne til benzoesyre og bliver dermed mindre polært. Det kan nu vandre over gærsvampenes cellemembran, ved diffusion. Hvis pH i cellen sænkes til 5 eller mindre hæmmes fosfofructokinase med 95% og cellens glukosestofskifte går næsten i stå. Cellen kan herved ikke længere vokse og dele sig.